# Proconsul
Proconsul Hopwood, 1933 è un genere di primati quadrupedi estinti, vissuti in Kenya e Uganda tra 25 e 23 milioni di anni fa durante il Miocene.
Sono state classificate quattro specie di Proconsul che si differenziano per la taglia, con un peso variabile tra i 10 ed i 75 kg. Erano specie che prediligevano le foreste tropicali dell'Africa centro-orientale.

## Caratteristiche

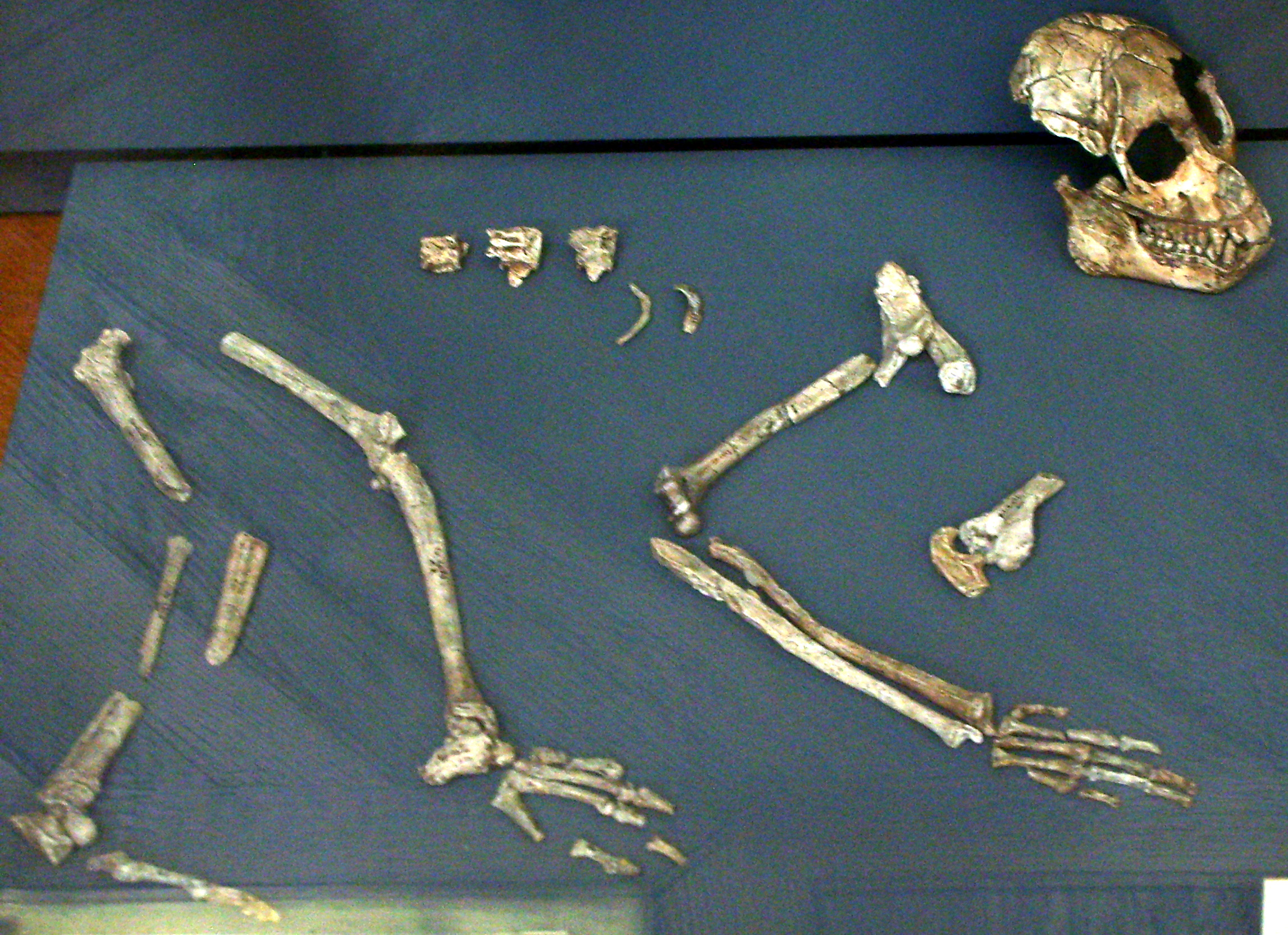
Fossile di Proconsul nyanzae al Muséum national d'histoire naturelle di Parigi.

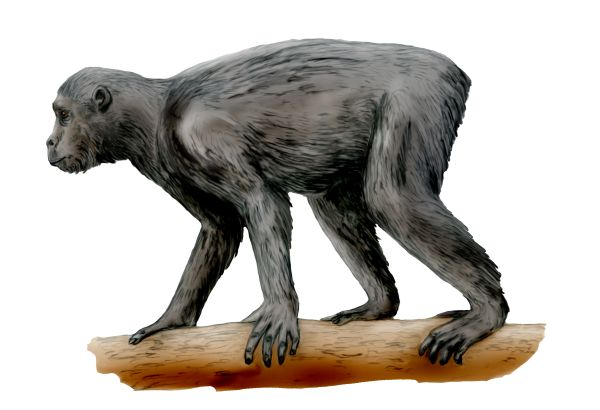
Ricostruzione di proconsul

I resti fossili di Proconsul presentano uno strato sottile di smalto dentale e una struttura leggera con torace flessibile, stretto e corto che indica uno stile di vita prevalentemente arboricolo. Altre particolari caratteristiche sono la mancanza della coda e un cervello lievemente più grande in proporzione alla taglia del corpo rispetto a generi di Simiiformes contemporanei.
I Proconsul avevano caratteristiche tipiche sia delle scimmie del Vecchio Mondo che degli ominidi veri e propri; per questo la loro posizione tassonomica è ancora incerta e la corrente ascrizione alla superfamiglia Hominoidea non unanimemente condivisa. Alcuni scienziati sono propensi a escluderli da questa superfamiglia, dato che il loro percorso evolutivo appare incerto; in particolare non è ancora chiaro se il genere è evoluto verso le scimmie antropomorfe o i Cercopithecidae, o, ancora, se fa parte di una linea evolutiva a sé stante estinta. Per questi motivi è stato anche ipotizzato che il Proconsul sia affine all'Aegyptopithecus, che presenta analoghi problemi di classificazione.

## Scoperta e classificazione

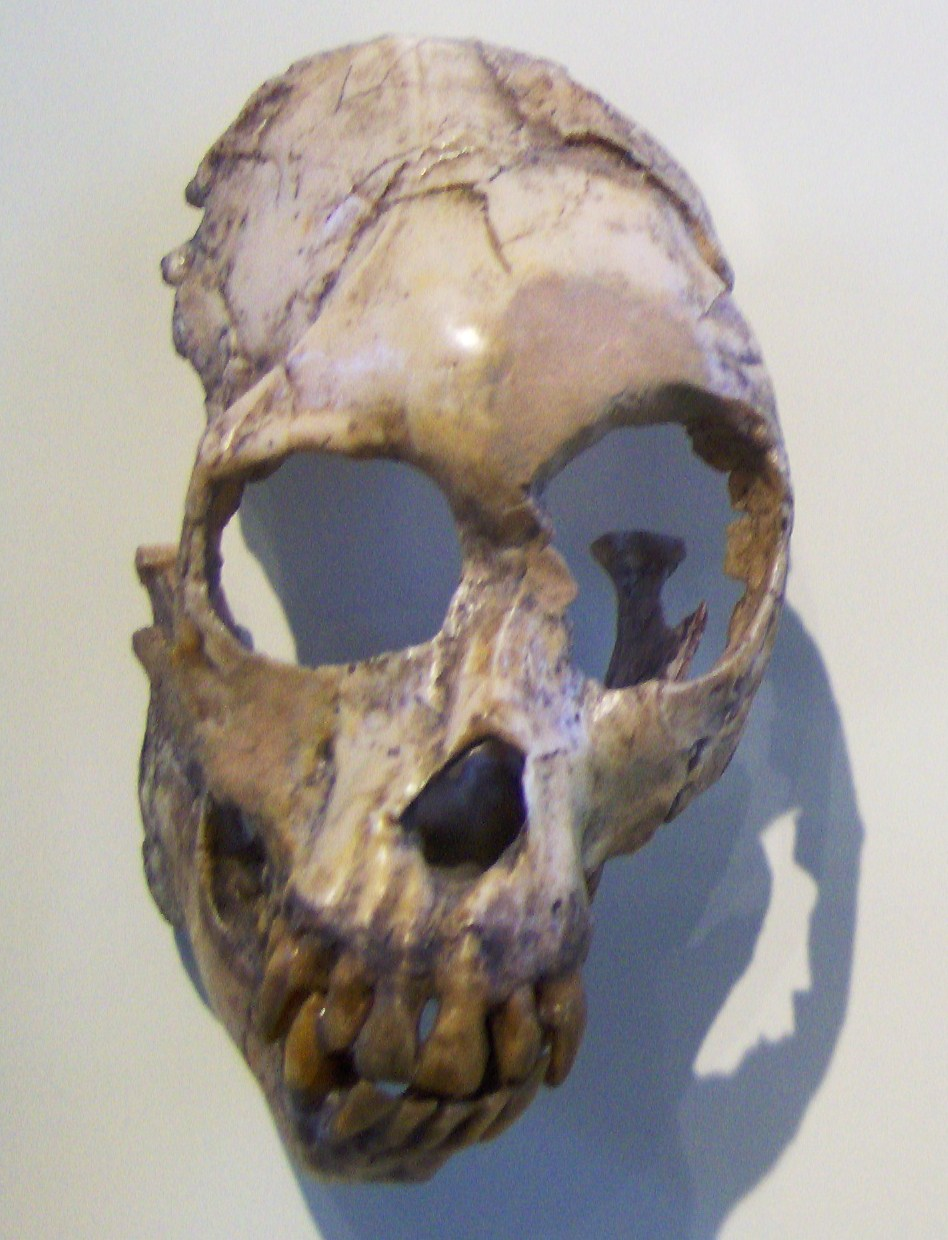
Cranio fossile di Proconsul heseloni.

Il primo reperto di Proconsul rinvenuto è una parte di mascella scoperta nel 1909 da un cercatore d'oro a Koru, vicino a Kisumu, nel Kenya occidentale; fu anche il primo fossile di un primate estinto, nonché il primo mammifero fossile rinvenuto nell'Africa sub-sahariana. Il nome Proconsul fu coniato da Arthur Hopwood nel 1933 dopo il ritrovamento di altri reperti e significa "Prima di Consul": al tempo "Consul" era il nome di un famoso scimpanzé di Londra.
Nel 1931 Hopwood scoprì i fossili di tre individui durante una spedizione con Louis Leakey presso il Lago Vittoria, dando alla specie il  nome di Proconsul africanus e affermando trattarsi di una forma ancestrale di scimpanzé. Anche i fossili scoperti in seguito furono classificati inizialmente come Proconsul africanus, ma alcuni furono poi riclassificati. Inizialmente fossili di Proconsul africanus provenienti da vari ritrovamenti vennero "assemblati" per cercare di delineare la nuova specie. La famosa scoperta di Proconsul da parte di Mary Leakey nel 1948 fu anch'essa classificata come africanus, così come un'altra da parte di Thomas Whitworth nel 1951. Entrambe furono poi ben analizzate e non più attribuite alla specie africanus, ma ribattezzate come Proconsul heseloni da Alan Walker nel 1993. Ciò comportò che anche altri reperti fossero  riclassificati da africanus ad heseloni. Le scoperte di Koru e Songhor sono ancora oggi considerate africanus.
La famiglia Proconsulidae fu proposta da Louis Leakey nel 1962, undici anni dopo che lui e Wilfrid Le Gros Clark avevano definito le specie di Proconsul come africanus, nyanzae e major. Inizialmente non fu accettata ma alla fine prevalse.
La storia della classificazione degli ominoidi nella seconda metà del XX secolo è sufficientemente complessa da aver dato origine ad alcuni libri. La maggior parte dei paleoantropologi ha cambiato almeno una volta le proprie idee sui nuovi fossili rinvenuti e, di conseguenza, le  classificazioni che si ritrovano in alcuni testi risultano diverse. Per esempio, nel 1987 i paleontologi Peter Andrews e Lawrence Martin affermarono che il Proconsul non è un ominoide, ma solo un "lontano parente" di tale superfamiglia.

## Tassonomia
Sono state definite quattro specie di Proconsul:
- Proconsul africanus †
- Proconsul nyanzae †
- Proconsul major †
- Proconsul heseloni †

legenda: † = estinto
Si differenziavano per la taglia:
- Il Proconsul africanus non aveva la coda e si spostava tra gli alberi utilizzando i quattro arti. Il peso era attorno ai 18 kg e viveva nelle foreste umide d'altura.
- Il Proconsul heseloni assomigliava al P. africanus tanto che alcuni lo considerano una variante della stessa specie. Abitava nel sottobosco cespuglioso di foreste poco fitte.
- Il Proconsul nyanzae viveva nello stesso tipo di habitat; era più grande, con un peso che poteva raggiungere i 28 kg e aveva un muso più allungato di quello delle altre specie.
- Il Proconsul major era il più grande di tutti, con un peso compreso tra 50 e 75 kg. Viveva nelle foreste umide d'altura come il P. africanus. I fossili di questa specie sono talvolta classificati come Driopiteco.

## Nella cultura di massa
Nel Parco della Preistoria di Rivolta d'Adda sono presenti 3 ricostruzioni di Proconsul. Anche nel parco divertimenti Etnaland sono presenti tre ricostruzioni. In entrambi i casi sono rappresentanti come simili ad Australopithecus.